# 張鴻 (舉人)
张鸿（？—？），福建古田人，清朝政治人物。举人出身。

## 生平
嘉慶十六年，接替劉鈴。擔任江蘇宜興縣知縣署。后由周以勋接任。张鸿曾于1817年接替周炜任华亭县知县一职，1819年由汪淇接任。